# Cicileus montanus
Espèce
Cicileus montanus est une espèce de scorpions de la famille des Buthidae.

## Distribution
Cette espèce est endémique d'Algérie. Elle se rencontre dans le Hoggar.

## Publication originale
- Lourenço & Rossi, 2015 : « Two new species of Cicileus Vachon, 1948 from Hoggar Mountains in Algeria. » Arachnida - Rivista Aracnologica Italiana, vol. 1, no 4, p. 2-12.